# 黃身稀棘䲁
黃身稀棘䲁（學名：Meiacanthus oualanensis），為輻鰭魚綱鳚形目䲁科稀棘䲁屬的一種，分布於中西太平洋斐濟海域，本魚體延長，稍側扁，頭頂無冠膜，無鬚，下頜兩側有犬齒具有毒腺，大型成魚的尾鰭呈月狀，有細長的鰭葉，體色為鮮黃色，頭部背部略帶綠色，背鰭有淡綠色條紋，胸鰭腋有暗斑，尾鰭中後部透明，有半透明的暗色射線，背鰭硬棘4-5枚、背鰭軟條25-28枚、臀鰭硬棘2枚、臀鰭軟條16-18枚，體長可達10公分，棲息在水淺的珊瑚礁區，雌魚產附著性卵，雄魚有護卵行為，生活習性不明。